# Barbu de Hume
Psilopogon incognitus
Espèce
Statut de conservation UICN

 LC  : Préoccupation mineure
Le Barbu de Hume (Psilopogon incognitus, anciennement Megalaima incognita) est une espèce d'oiseaux de la famille des Megalaimidae.

## Nomenclature
Le nom de cet oiseau commémore l'ornithologue britannique Allan Octavian Hume (1829-1912).

## Répartition
Son aire s'étend de la Birmanie, à la Thaïlande, au Cambodge, au Laos, et au Viêt Nam.

## Description
Le Barbu de Hume niche dans des trous d'arbres. Il mange des baies, des figues et des insectes.

## Liste des sous-espèces
D'après la classification de référence (version 5.2, 2015) du Congrès ornithologique international, cette espèce est constituée des sous-espèces suivantes (ordre phylogénique) :
- Psilopogon incognitus incognitus (Hume, 1874) ;
- Psilopogon incognitus elbeli (Deignan, 1956) ;
- Psilopogon incognitus eurous (Deignan, 1939).